# حمله‌های ۲۰۱۸ سویدا
حمله‌های ۲۰۱۸ سویدا زنجیره‌ای از حمله‌های انتحاری و تیراندازی بود که در تاریخ ۲۵ ژوئیه توسط داعش انجام شد و دست کم به زندگی ۲۲۱ تن پایان داد و بیش از ۲۰۰ تن زخمی دربرداشت.